# Ceftazidima
La  ceftazidima è un antibiotico appartenente alle cefalosporine (agenti battericidi) di terza generazione, con spettro ampio in grado di agire anche su infezioni da Pseudomonas aeruginosa.

## Farmacodinamica
La ceftazidima è una cefalosporina metossiminica dotata di uno spettro molto ampio. Il farmaco in vitro è attivo su una vasta gamma di Gram+ e Gram− aerobi e anaerobi. Il farmaco riesce ad essere in parte efficace anche nei confronti dei batteri produttori di β-lattamasi, ma è suscettibile all'azione di β-lattamasi inducibili (AmpC), per cui in alcune formulazioni viene associato ad un inibitore non β-lattamico delle β-lattamasi come l'avibactam.

## Farmacocinetica
Il farmaco si somministra per via parenterale, ha un basso legame con le proteine plasmatiche ed è eliminato per via renale dove arriva in forma attiva nelle urine. L'antibiotico raggiunge rapidamente e ad alte concentrazioni tutti gli organi.

## Indicazioni
Viene utilizzato contro le infezioni da Bacteroides fragilis, Citrobacter freundii, Enterobacter sp, Serratia marcescens, Neisseria meningitidis, Pseudomonas aeruginosa.

## Dosaggi
Per via endovenosa o intramuscolare, 1-2 g (da somministrare ogni 8-12 ore).

## Controindicazioni
Sconsigliato in soggetti con insufficienza renale, da evitare in caso di gravidanza,  ipersensibilità nota al farmaco o in casi di allergia alle penicilline e attacchi epilettici.

## Effetti indesiderati
Fra gli effetti collaterali più frequenti si riscontrano senso di agitazione, vomito, vertigini, orticaria, cefalea, nausea, diarrea, dolore addominale, prurito, eosinofilia.